# Barbara Hollender
Barbara Ewa Hollender-Kwiatkowska (ur. 5 sierpnia 1956 w Warszawie) – polska dziennikarka, krytyk filmowy, związana z dziennikiem „Rzeczpospolita”. 

## Życiorys
Córka Wilhelma Hollendera i Barbary Seidler. W 1981 ukończyła studia socjologiczne na Uniwersytecie Warszawskim, w latach 1981–1984 pracowała w Telewizji Polskiej, w latach 1984–1986 w „Rzeczpospolitej”, w latach 1986–1990 w „Ekranie”, w latach 1990–1992 w „Filmie” i od 1992 ponownie w „Rzeczpospolitej”. Od wielu lat co roku relacjonuje m.in. festiwale w Cannes, Berlinie, Wenecji, Karlowych Warach, Gdyni. Autorka wywiadów z najwybitniejszymi reżyserami i aktorami polskimi i zagranicznymi. Publikuje też w czasopismach zagranicznych: amerykańskim „Variety”, francuskim „Positif”, niemieckim „Felixie” (pismo Europejskiej Akademii Filmowej). Współpracuje z brytyjskim wydawnictwem Wallflower Press przy corocznym przewodniku International Film Guide (teksty o kinie polskim). Jest przewodniczącą Zarządu Koła Piśmiennictwa Stowarzyszenia Filmowców Polskich oraz wiceprezydentem FIPRESCI (Fédération Internationale de la Presse Cinématographique - International Federation of Film Critics). Członkini European Film Academy. Wykłada na studiach podyplomowych „Nowe filmoznawstwo” w Uniwersytecie SWPS w Warszawie.
Opublikowała książki Gwiazdy w zbliżeniu. Portrety aktorów i reżyserów polskich (1995) – razem z Januszem R. Kowalczykiem i Bożeną Janicką, Zespół TOR (2000) – z Zofią Turowską, Od Wajdy do Komasy (2014), Od Kutza do Czekaja (2016), Od Munka do Maślony (2017).

## Odznaczenia i nagrody
- Srebrny Medal „Zasłużony Kulturze Gloria Artis” (15 września 2005)[5]
- Złoty Krzyż Zasługi (13 stycznia 2011)[6]
- Nagroda ZAiKS im. Krzysztofa Teodora Toeplitza za działalność publicystyczną (2012)[7]